# Spada uncinata
La spada uncinata (caratteri cinesi semplificati 双沟 ; caratteri cinesi tradizionali 雙溝; it. Shuang gou) anche detta Spada a testa di tigre, è una particolare arma bianca del tipo spada originaria delle regioni settentrionali della Cina. Attualmente in uso in alcune discipline delle arti marziali cinesi, si suppone possa essere di origini antichissime, forse sviluppata al Periodo dei regni combattenti (453-221 a.C.).

## Informazioni
La spada uncinata è costituita da una lunga lama anteriore (un po' più lunga di una sciabola e un po' meno di una Kim) che termina con un uncino rivolto verso l'avversario, dal lato opposto all'impugnatura è presente un pugnale affilato su entrambi i lati della lunghezza di circa 25 cm. Sopra l'impugnatura è montata una lama a mezza-luna, di 25/30 cm, con il duplice scopo di proteggere la mano e di colpire l'avversario.
Oltre al pugnale, viene affilato l'interno della mezza luna, il lato anteriore della spada per il primo tratto, e solo l'esterno dell'uncino; va comunque sottolineato che non è il filo la parte importante che potrebbe essere anche assente soprattutto sulla spada. La parte interna dell'uncino è spessa e robusta per sopportare gli urti degli agganci.
Si tratta di un'arma pesante e poco maneggevole, anche per via della sua particolare forma, sfrutta ampi movimenti circolari per acquistare una notevole energia cinetica che viene scaricata all'impatto. L'uncino viene visto, sia per controllare l'arma dell'avversario che per agganciare direttamente il corpo (caviglie, collo, clavicola, polso).
La fattezza ed il modo di utilizzo, fanno pensare ad un'arma del popolo il quale, non potendosi permettere acciaio nobile con cui fabbricare lame efficaci, compone questa ingegnosa arma che, anche grossolanamente fabbricata risulta subito efficace.

## Uso
Viene vista sia singola che doppia, nel primo caso ha un utilizzo che ricorda quello della sciabola, con grandi movimenti circolari e colpi di taglio con lo scopo di rompere piuttosto che tagliare. Sono numerose le sequenze di volteggi, anche con rotolamenti o salti, che terminano con colpi secchi ad ascia. Inoltre si vedono gli agganci dell'uncino, alle caviglie (spazzate), alla clavicola o al collo e all'inguine; l'uncino è usato anche per il controllo dell'arma dell'avversario. Usata in coppia, più per dimostrazioni che in combattimento reale, si vedono tecniche di disarmo o addirittura agganciare i due uncini, così lasciando il manico di una delle due spade e facendola roteare può avere l'effetto di una frusta metallica capace di ottenere il massimo danno.